# 히라라시
히라라시(일본어: 平良市, ひららし)는 오키나와현 미야코섬에 있던 시이다.
2005년 10월 1일에, 구스쿠베정·시모지정·우에노촌·이라부정과 합병해 미야코지마시가 되었기 때문에 소멸하였다.

## 지리
미야코섬의 북부와 이케마섬, 오카미섬의 두 섬을 행정구역으로 한다.

## 역사
- 1908년 4월 1일 - 도서정촌제 시행에  의해 히라라촌이 되었다.
- 1913년 4월 1일 - 정으로 승격해 히라라정이 되었다.
- 1947년 3월 7일 - 시로 승격해, 히라라시가 되었다.
- 1959년 9월 - 태풍 14호가 미야코섬을 통과, 미야코지마에서 최저기압 908.1밀리바(헥토파스칼)가 관측됨(미야코지마 태풍).
- 1964년 - 류큐방송이 구가이에 라디오 중계방송국을 개국(1150kHz, 2005년에 FM 중계국으로 전환하여 폐지).
- 1966년 9월 - 태풍 18호가 미야코섬을 통과, 미야코섬에서 최대 순간풍속 85.3m/s를 관측. 이 기록은 일본 관측사상 최대기록이다(제2 미야코섬 태풍).
- 1967년 12월 22일 - 오키나와방송협회(OHK, 현 NHK 오키나와방송국)가 미야코섬을 비롯한 선제도에서 오키나와섬에 앞서 TV방송을 시작(KSDY, US9ch, 복귀 후 1976년까지 NHK 미야코종합텔레비전으로 개국). 오키나와섬에서는 1년 늦게 방송이 시작되었다).
- 1968년 9월 - 태풍 16호가 미야코섬을 통과해 인명피해가 발생(제3차 미야코섬 태풍).
- 1972년 6월 - NHK가 오키나와섬과 동시에 라디오 제1, 2 방송을 시작하다.
- 1975년 4월 - 미야코지마의 현도 히라라요나하선(니시리~카미치), 성베시모지선(현재의 노선명인 현도와는 다른 노선), 히라라호라선(후쿠리~호라)이 미야코지마에서 처음으로 국도로 승격되어 국도 390호로 지정되었다.
- 1976년 12월 22일 - NHK TV의 오키나와섬과 일본 본토와의 동시 방송 시작(동시에 교육용 TV, FM 방송도 시작됨). 또한 전화도 오키나와섬 및 일본 본토와 즉시 통화가 가능해졌다.
- 1978년 5월 - 미야코섬 최초의 케이블 TV 방송국인 미야코지마 유선 텔레비전(현 미야코 텔레비전)이 개국.
- 1978년 12월 - 미야코공항~나하공항 간 제트기(보잉 737) 취항.
- 1985년 4월 - 제1회 미야코지마 트라이애슬론 대회 개최.
- 1989년 7월 - 미야코 공항과 일본 본토 직항편인 도쿄(하네다 공항) 노선이 취항.
- 1992년 1월 - 이케마섬과 이케마대교가 개통.
- 1993년 2월 - 프로야구 오릭스가 미야코지마에서 첫 캠프 실시.
- 1993년 12월 16일 - 류큐방송과 오키나와TV가 미야코섬 등 선제도에서 TV방송을 시작하였다.
- 2005년 10월 1일 - 구스쿠베정·시모지정·우에노촌·이라부정과 합병해 미야코지마시가 되어, 히라라시는 폐지되었다.

## 교통

### 공항
- 미야코 공항

### 도로
- 국도 390호선

### 항만
- 히라라항